# آرامگاه شیخ احمد ذاکر گورپانی
آرامگاه شیخ احمد ذاکر گورپانی مربوط به دوره سلجوقیان است و در شهرستان اسفراین، روستای گورپان واقع شده و این اثر در تاریخ ۸ مرداد ۱۳۸۱ با شمارهٔ ثبت ۵۹۰۶ به‌عنوان یکی از آثار ملی ایران به ثبت رسیده است.